# René Svoboda
René Svoboda je český novinář a fotograf z Kutnohorska, bývalý politik, po sametové revoluci československý poslanec Sněmovny lidu Federálního shromáždění za formaci Sdružení pro republiku - Republikánská strana Československa (republikáni).

## Biografie
Ve volbách roku 1992 byl za SPR-RSČ zvolen do Sněmovny lidu (volební obvod Středočeský kraj).  Ve Federálním shromáždění setrval do zániku Československa v prosinci 1992.
V živnostenském rejstříku se uvádí bytem Kutná Hora. V komunálních volbách roku 2006 a komunálních volbách roku 2010 neúspěšně kandidoval do zastupitelstva Kutné Hory jako bezpartijní kandidát na kandidátce sdružení Kutnohorští patrioti. Profesně je uváděn jako novinář a fotograf. Působí jako regionální novinář a publicista. Provozuje zpravodajský internetový portál a podílel se na založení tradice soutěže Miss Kutnohorska. Podniká i jako fotograf. Této činnosti se věnuje již od dětství. Působil jako redaktor Deníků Bohemia a v září 2004 absolvoval Hradeckou fotografickou konzervatoř pod vedením Josefa Ptáčka, Ludvíka Barana a Ivo Gila. Dokumentuje společenské a sportovní akce v regionu.

## Kontroverze
V listopadu 1992 se stal v parlamentu aktérem aféry, kdy se skupina poslanců (v čele s Františkem Kondelíkem) opila v parlamentním bufetu, působila výtržnosti a ohrožovala novináře nožem.